# 泰国公共电视台
泰国公共电视台（简称，简称Thai PBS或TPBS），是泰国的公共广播机构，2008年根据相关法案成立，同年1月15日正式开播。其前身为私营电视台iTV及TITV。旗下拥有ALTV4频道，用于播放教育节目及纪录片。

## 概要
泰国公共电视台是一家接受泰國政府资助而又独立于政府的公共广播机构。播送节目类型包括新闻、儿童节目、科学文教节目、戏剧、纪录片、语言教学节目（包括泰国本地语言及英语），并有来自日本、中国等地的外国戏剧节目。其最高决策机构为“策略委员会”（即董事会），由来自不同领域的九位委员组成。TPBS还设有“阅听人委员会”，由来自各个区域及公民团体的代表选举产生。公共电视每年可取得1.5%的烟酒税作为收入，但限制年度的收入不超过20亿泰铢。

## 历史

### iTV及TITV时期
泰国公共电视台的前身为1995年创立的私营电视台iTV。开播初期，iTV经营者与政府签订契约，规定iTV股票必须公开上市，并设定新闻与娱乐节目比例为7:3，确保电视台独立与品质。在契约的要求和保障下，iTV比其他电视台拥有更高的自主性，初期的营运成功地扮演了独立、中立的媒体角色。1997年，亚洲金融危机爆发，泰国经济遭受重创，iTV也未能幸免，被迫进行债务重组，他信（后来成为泰国总理）家族拥有的新集团成为电视台的大股东。他信时期的iTV，娱乐节目比重大幅增加，而且他信及其亲信被指干预iTV的编辑政策及言论走向，将iTV变成他信的喉舌，并从中牟利。
2006年9月，泰国爆发军事政变，新上台的政府与电视台运营方由于电视执照费用问题发生争执。2007年2月，总理办公室发布命令，由于没有收到该电视台交纳的执照费连同罚款金额总计28亿泰铢，iTV必须立即停止播放节目，由政府接管；同年3月7日，iTV停播。iTV停播后，由泰国政府接管，并将其更名为“泰国独立电视台”（Thailand Independent Television，简称TITV）。

### 转型为公共电视台
将iTV收归国有之后，泰国军政府一方面苦于无法解决iTV的问题，另一方面面对民间人士要求成立公共媒体的呼声。两方呼应下，将TITV转型为公共电视的方向，成为新的媒体改革的出路。一些支持设立公共电视的学者与民间团体积极与军政府联系，其中包括了民间智库“泰国发展研究机构”（Thailand Development Research Institute，简称TDRI）。TDRI在报告中提出了将既有电视台转型为公共电视台的方案，这一方案最终被采纳。其后泰国国会通过了《泰国公共视听法》（Thai Public Broadcasting Service Act），这一法案在2008年1月15日正式生效，新的公共电视台也于当天正式开播。